# تيرينس ديكون
تيرينس ديكون (بالإنجليزية: Terrence Deacon)‏ هو لغوي وفيلسوف أمريكي، ولد في 24 أغسطس 1950.